# Futbolo klubas Žalgiris 2016
Questa voce raccoglie le informazioni riguardanti il Futbolo klubas Žalgiris nelle competizioni ufficiali della stagione 2016.

## Stagione
Nella stagione 2016 il FK Žalgiris ha disputato la A Lyga, massima serie del campionato lituano di calcio, terminando il torneo al primo posto con 76 punti conquistati in 33 giornate, frutto di 24 vittorie, 4 pareggi e 5 sconfitte, vincendo il campionato per la settima volta, la quarta consecutiva. Grazie a questo successo si è qualificato alla UEFA Champions League 2017-2018. All'inizio della stagione ha vinto la LFF Supertaurė, battendo in finale il Trakai dopo i tempi supplementari. Nella primavera 2016 ha disputato le semifinali della Lietuvos Taurė 2015-2016, battendo lo Stumbras ed accedendo alla finale del torneo. In finale ha affrontato e sconfitto il Trakai dopo i tempi supplementari, conquistando la coppa nazionale per la decima volta nella sua storia, la quinta consecutiva. Nell'autunno 2016 è sceso in campo a partire dal terzo turno della Lietuvos Taurė 2016, raggiungendo la finale del torneo dove ha sconfitto il Sūduva, conquistando così la coppa per la sesta volta consecutiva. Sempre nell'autunno 2016 ha partecipato alla UEFA Champions League, venendo subito eliminato al secondo turno preliminare dai kazaki dell'Astana.

## Rosa
| N. |                        | Ruolo | Calciatore           |
| -- | ---------------------- | ----- | -------------------- |
| 1  | Lituania (bandiera)    | P     | Armantas Vitkauskas  |
| 2  | Lituania (bandiera)    | D     | Linas Klimavičius    |
| 4  | Croazia (bandiera)     | C     | Marin Matoš          |
| 5  | Paesi Bassi (bandiera) | D     | Donovan Slijngard    |
| 6  | Senegal (bandiera)     | D     | Mamadou Mbodj        |
| 7  | Brasile (bandiera)     | C     | Elton                |
| 7  | Croazia (bandiera)     | C     | Slavko Blagojević    |
| 8  | Lituania (bandiera)    | D     | Egidijus Vaitkūnas   |
| 9  | Portogallo (bandiera)  | A     | Jorge Chula          |
| 10 | Brasile (bandiera)     | A     | Lucas Gaúcho         |
| 11 | Lituania (bandiera)    | A     | Simonas Stankevičius |
| 12 | Lituania (bandiera)    | P     | Karolis Čirba        |
| 13 | Lituania (bandiera)    | C     | Danielis Romanovskis |
| 17 | Lituania (bandiera)    | C     | Tautvydas Eliošius   |
| 18 | Lituania (bandiera)    | D     | Aldas Korsakas       |

| N. |                                 | Ruolo | Calciatore          |
| -- | ------------------------------- | ----- | ------------------- |
| 20 | Lituania (bandiera)             | D     | Dominykas Barauskas |
| 21 | Lituania (bandiera)             | C     | Vytautas Lukša      |
| 22 | Lituania (bandiera)             | C     | Justas Lasickas     |
| 23 | Lituania (bandiera)             | C     | Saulius Mikoliūnas  |
| 26 | Lituania (bandiera)             | D     | Marius Žaliūkas     |
| 27 | Serbia (bandiera)               | C     | Matija Ljujić       |
| 28 | Lituania (bandiera)             | A     | Julius Momkus       |
| 33 | Bosnia ed Erzegovina (bandiera) | A     | Bahrudin Atajić     |
| 55 | Lituania (bandiera)             | P     | Saulius Klevinskas  |
| 71 | Lituania (bandiera)             | C     | Jonas Skinderis     |
| 75 | Lituania (bandiera)             | C     | Ernestas Stočkūnas  |
| 77 | Lituania (bandiera)             | C     | Linas Pilibaitis    |
| 80 | Brasile (bandiera)              | A     | Elivelto            |
| 88 | Lituania (bandiera)             | C     | Mantas Kuklys       |
| 99 | Serbia (bandiera)               | A     | Andrija Kaluđerović |

## Risultati

### Lietuvos Taurė 2015-2016

#### Finale
| Arbitro: | Edmundas Gaigalas |

|                 |           |  |
| Klimavičius 99’ | Marcatori |  |

### Lietuvos Taurė 2016

#### Finale
| Arbitro: | Sergejus Slyva |

|  |           |                              |
|  | Marcatori | 64’ Kaluđerović 90+3’ Kuklys |

### UEFA Champions League

#### Secondo turno preliminare
| Vilnius 13 luglio 2016, ore 19:15 CEST Andata | Žalgiris       | 0 – 0 referto | Astana | Stadio LFF (4 100 spett.)\| Arbitro: \| Vlado Glođović \| |
| Arbitro:                                      | Vlado Glođović |               |        |                                                           |

| Arbitro: | Sandro Schärer |

|                   |           |              |
| Aničić 31’, 90+2’ | Marcatori | 57’ Elivelto |

## Statistiche

### Statistiche di squadra
| Competizione                    | Punti | In casa | In casa | In casa | In casa | In casa | In casa | In trasferta | In trasferta | In trasferta | In trasferta | In trasferta | In trasferta | Totale | Totale | Totale | Totale | Totale | Totale | DR  |
| Competizione                    | Punti | G       | V       | N       | P       | Gf      | Gs      | G            | V            | N            | P            | Gf           | Gs           | G      | V      | N      | P      | Gf     | Gs     | DR  |
| ------------------------------- | ----- | ------- | ------- | ------- | ------- | ------- | ------- | ------------ | ------------ | ------------ | ------------ | ------------ | ------------ | ------ | ------ | ------ | ------ | ------ | ------ | --- |
| A Lyga                          | 76    | 17      | 13      | 2       | 2       | 39      | 16      | 16           | 11           | 2            | 3            | 35           | 13           | 33     | 24     | 4      | 5      | 74     | 29     | +45 |
| Lietuvos Taurė 2015-2016        | -     | 1       | 0       | 1       | 0       | 1       | 1       | 1            | 1            | 0            | 0            | 2            | 0            | 3      | 2      | 1      | 0      | 4      | 1      | +3  |
| Lietuvos Taurė 2016             | -     | -       | -       | -       | -       | -       | -       | 4            | 4            | 0            | 0            | 19           | 1            | 5      | 5      | 0      | 0      | 21     | 1      | +20 |
| LFF Supertaurė                  | -     | -       | -       | -       | -       | -       | -       | -            | -            | -            | -            | -            | -            | 1      | 1      | 0      | 0      | 4      | 1      | +3  |
| UEFA Champions League 2016-2017 | -     | 1       | 0       | 1       | 0       | 0       | 0       | 1            | 0            | 0            | 1            | 1            | 2            | 2      | 0      | 1      | 1      | 1      | 2      | -1  |
| Totale                          | -     | 19      | 13      | 4       | 2       | 40      | 17      | 22           | 16           | 2            | 4            | 57           | 16           | 44     | 32     | 6      | 6      | 104    | 34     | +70 |